# Piet Kerstens
Petrus Adrianus (Piet) Kerstens (Ginneken, 23 augustus 1896 's-Gravenhage, 8 oktober 1958) was een Nederlandse politicus.
Kerstens was een Brabantse onderwijzer, die later les gaf in Nederlands-Indië en daar ook politiek actief werd. Hij maakte in Londen als minister van Handel, Nijverheid en Scheepvaart in het Tweede Kabinet Gerbrandy aanvankelijk een doortastende indruk. Kerstens kreeg later competentiegeschillen met zijn ambtgenoten, hij kwam in conflict met de reders en viel vanwege enkele onbezonnen beleidsdaden in ongenade, vooral bij de koningin. Hij was verbitterd over zijn ontslag.
Na de oorlog werd hij Indisch woordvoerder van de KVP in de Eerste Kamer. Hij was een groot voorstander van Europese samenwerking.